# Taeniogramma
Taeniogramma là một chi bướm đêm thuộc họ Geometridae.